# 伊塔莫日
伊塔莫日是巴西米纳斯吉拉斯州的一个市镇。总面积236.453平方公里，总人口10828人，人口密度45.8人/平方公里。